# Al-Hisn (Jordania)
Al-Hisn (arab. الحصن) – miasto w Jordanii, w muhafazie Irbid. W 2015 roku liczyło 35 085 mieszkańców.